# Solidus
Solidus (iz latinskega solidus, trden, čvrst) je bil zlatnik poznorimskega cesarstva in utežna enota za zlato, ki je tehtal 4,5 grama. 

## Rimski in bizantinski kovanec
Solidus je uvedel cesar Dioklecijan leta 301, vendar se je v obtoku razširil šele leta 312 pod cesarjem Konstantinom I. kot stalna zamenjava za rimski aureus. Kovanec je tehtal  1/72 rimske libre (približno 328,9 g) 24 grško-rimskih karatov čistega zlata, se pravi  približno 4,5 gramov zlata po kovancu. Na začetku je bil vreden 275.000 vedno manj vrednih denarijev.
Masa, dimenzije in  vsebnost zlata v solidu je do 10. stoletja  ostala skoraj nespremenjena.  V 6. in 7. stoletju so poleg standardnih solidov  kovali tudi »lahke« solide, ki so tehtali 20, 22 ali  23 silikev (1 silikva =  1/24 solida) in so bili domnevno namenjeni za trgovanje (s tujino) in plačevanje (mirovnih) davkov. Mnogo lahkih solidov  so odkrili v Evropi, Rusiji in Gruziji. Lahki solidi so bili označeni različno, običajno  na spodnjem  delu hrbtne strani kovanca pod vtisnjeno podobo (kovanci za 20 in 22 silikev) in zvezdicami v polju (kovanci za 23 silikev). 
Teoretično se je solidus koval iz čistega zlata (24 karatov), zaradi omejitev tehnik za rafiniranje pa so bili kovanci iz približno 23 karatnega zlata (95,8 % zlata).  V grško govorečem delu Rimskega cesarstva in kasneje v Bizantinskem cesarstvu so solidus imenovali nomizma (νόμισμα [nómisma]).  V 10. stoletju je Nikefor II. Fokas  (vladal 963–969) uvedel nove lažje zlatnike, imenovane tetarteronska nomizma ali tetarteron (četrtak), ki so bili v obtoku vzporedno s standarnim solidusom. Solidus se je takrat v grško govorečem svetu preimenoval v histamenonsko nomizmo (ἱστάμενον νόμισμα [histámenon nómisma]) ali histamenon (slovensko standardni kovanec). Kovanca je bilo na začetku težko razlikovati, ker sta imela enako obliko in velikost, čistost in oznako vrednosti in sta se razlikovala samo po masi. Tetarteron  je tehtal 4,05 g, histamenon pa je obdržal standardno maso 4,5 g. Da bi odpravili zamenjave med kovancema, so od vladavine Bazilija II. (vladal 975–1025) kovali histamenone z večjim premerom in manjšo debelino, vendar enako čistočo in maso. Od sredine 11. stoletja so histamenoni z večjim premerom dobili vbočeno obliko, manjši tertarteroni pa so ostali ravni.
Cesar Mihael IV. Paflagonec (vladal 1034-1041) je takoj po prihodu na prestol začel počasen proces razvrednotenja obeh nomizem. Razvrednotenje je bilo na začetku počasno, potem pa vedno hitrejše. Čistost zlata je pod Konstantinom IX. (vladal 1042–1055)  padla na 21 karatov (87,5 % zlata), pod Konstantinom X. (1059-1067) na 18 karatov (75 %), pod Romanom IV. (1068–1071)  na 16 karatov (66,7 %),  pod Mihaelom VII. na  14 karatov (58 %), pod Nikeforjem III. (1078–1081) na 8 karatov (33%) in med prvim vladanjem Alekseja I. Komnena (1081–1118) na 0 do 8 karatov. Aleksej je leta 1092 reformiral denarni sistem in iz obtoka umaknil histamenon. Namesto njega je uvedel nov zlatnik hiperpir, kovan  iz približno 20,5 karatnega (85 %) zlata. Masa, dimenzije in čistost hiperpirja so ostali stabilni do padca Konstantinopla v četrti križarski vojni leta 1204. V Nikejskem cesarstvu, grški naslednici uničenega Bizantinskega cesarstva, se je razvrednotenja hiperpira nadaljevalo. Mihael VIII. je leta 1261 osvojil Konstantinopel in obnovil Bizantinsko cesarstvo, ki nato je kovalo razvrednoteni hiperpir do skupne vladavine Ivana V. in Ivana VI. (1347–1354),  potem pa se je zlati hiperpir prenehal kovati in postal samo obračunska enota.
Od 4. do 11. stoletja  so soliduse kovali predvsem v konstantinopelski kovnici. Kovali so jih tudi  v Solunu, Trierju, Rimu, Milanu, Raveni, Sirakuzah, Aleksandriji, Kartagini, Jeruzalemu in drugih mestih. V  8. in 9. stoletju so v Sirakuzah skovali veliko število solidusov, ki niso izpolnjevali standardov cesarske kovnice v Konstantinoplu. Bili  so bili lažji (približno 3,8 g) in iz samo 19 karatnega (79 %) zlata. 
Čeprav je cesarski zakon prepovedoval izvažanje solidusov preko meja cesarstva, so mnogo kovancev odkrili v Rusiji, Srednji Evropi, Gruziji in Siriji. V 7. stoletju so začeli krožiti tudi v arabskih državah. Ker se s temi kovanci niso plačevali cesarski davki, se niso prekovali in se zaradi mehkosti zlata hitro obrabili.
Proti koncu 7. stoletja je začel kalif Abd Al Malik, ki je imel dostop do zlata z Gornjega Nila,  kovati arabske kopije solidov – dinarje. Dinarji so začeli krožiti po ozemljih izven  Bizantinskega  cesarstva. Izdelani so bili iz 20 karatnega zlata in imeli enako maso kot lahki solidusi (20 silikev, 4,0 g), ki so krožili po Bližnjem Vzhodu. Nekaj časa sta bila v obtoku oba kovanca hkrati.
Na  solidusu ni bilo v sedmih stoletjih njegove uporabe nikoli nobene oznake njegove nazivne vrednosti. V tem času so se kovali tudi zlatniki za pol solidusa (semis) in tretjino solidusa (tremis). 

## Zapuščina
Iz solidusa izhajajo slovenske besede sóld za kovanec, saldo za razliko med vsoto vpisov v breme in v dobro na kontu in  soldát za vojaka, ker so vojake plačevali s solidusi.

## Sklica
1. ↑   Reproduction Solidus. Dorchesters. Pridobljeno 10. julija 2015.
2. 1 2 3 4  Porteous 1969.

## Galerija
- Solidi in drugi zlatniki
- Semis Anastazija I. (491-518)
- Tremis Justina I. (518–527)
- Solidus cesarja Baziliska (475-476)
- Solidus langobardskega  beneventskega vojvode Romualda II. (706-731)
- Solidus cesarja Konstansa II. (641-668), kovan v Kartagini
- Tetarteron Nikeforja II. (963-969)
- Histamenon Nikeforja II.
- Dinar fatimidskega kalifa Al Mustansirja (1036–1094)
- Histamenon Konstantina VIII. (1025–1028)
- Tetarteron Konstantina VIII.
- Tetarteron Teodore III. (1042, 1055–1056)